# 保羅·麥金利
保羅·麥金利（Paul McGinley，1966年12月16日—）是一位愛爾蘭職業高爾夫球選手。出生在愛爾蘭首都都柏林。他曾經在2002年的萊德盃賽事中為歐洲隊拿下制勝一推。 在2005年，他曾一度進入世界排名前20位。

## 外部連結
- PGA巡迴賽網站上的介紹
- PGA歐洲巡迴賽網站上的介紹